# Ничипорович Володимир Іванович
Ничипорович Володимир Іванович (15 березня 1900, Богородське, Московська губернія, Російська імперія — 31 січня 1945, Москва, СРСР) — радянський воєначальник, генерал-майор (1943). Репресований.

## Біографія
Народився у селянській родині. Учасник захоплення більшовиками влади у Москві (1917). Із 1918 — у РСЧА. Учасник громадянської війни в Росії, командир взводу. Закінчив Об'єднане татаро-башкирське військове училище (1926). У міжвоєнний період служив у кавалерії. Із 1935 року командував 94-м кавалерійським полком 24-ї кавалерійської дивізії.
У січні 1938 року призначений командиром 39-го кавалерійського полку, але вже 7 лютого 1938 року заарештований співробітниками НКВС і звільнений з армії. У лютому 1939 року звільнений з ув'язнення і відновлений на військовій службі. Із 1940 року командував 14-ю кулеметною бригадою. У березні 1941 року призначений командиром 208-ї моторизованої дивізії 13-го механізованого корпусу 10-ї армії Західного особливого військового округу.
Із початком німецько-радянської війни продовжував командувати дивізією. У липні 1941 року залишки дивізії опинилися в оточенні у Білорусі. Ничипорович на основі своїх підрозділів створив партизанський загін, який успішно діяв у тилу противника. За успішні партизанські операції він був нагороджений орденом Леніна 15 липня 1942 року. У жовтні 1942 року полковник Ничипорович був переправлений через лінію фронту і опинився у розпорядженні Центрального штабу партизанського руху.
Із квітня 1943 року — заступник командира 4-го гвардійського кавалерійського корпусу, генерал-майор (18 травня 1943).
У травні 1943 року заарештований співробітниками НКВС за начебто зраду батьківщини. Перебував в ув'язненні у Москві, де й помер у березні 1945 року. [Архівовано 5 липня 2020 у Wayback Machine.]
Посмертно реабілітований у 1952 році.

## Нагороди
- Орден Леніна (15 липня 1942)
- Медаль «XX років РСЧА» (1938).

## Військові звання
- Полковник (1936)
- Генерал-майор (18 травня 1943).

## Пам'ять
- Іменем Володимира Ничипоровича названа вулиця у місті Пружани.